# Thomas Davis (Politiker)
Thomas Davis (* 18. Dezember 1806 in Dublin, Irland; † 26. Juli 1895 in Providence, Rhode Island) war ein irisch-amerikanischer Politiker. Zwischen 1853 und 1855 vertrat er den ersten Wahlbezirk des Bundesstaats Rhode Island im US-Repräsentantenhaus.

## Werdegang
Thomas Davis wurde zunächst in privaten Schulen seiner irischen Heimat unterrichtet und wanderte im Jahr 1817 mit seinen Eltern in die Vereinigten Staaten aus. Die Familie ließ sich in Providence nieder. Dort setzte er seine Ausbildung fort und begann danach in der Juwelenherstellung zu arbeiten. Politisch schloss er sich der von Andrew Jackson gegründeten Demokratischen Partei an. Zwischen 1845 und 1853 war er Mitglied des Senats von Rhode Island. 1852 wurde Davis gegen Amtsinhaber George Gordon King von der Whig Party in das US-Repräsentantenhaus gewählt. Er war nach Benjamin Babock Thurston erst der zweite Demokrat überhaupt, der Rhode Island als Abgeordneter im Kongress vertrat. Da er aber bereits bei den folgenden Wahlen im Jahr 1854 gegen Nathaniel B. Durfee verlor, konnte Davis bis zum 3. März 1855 nur eine Legislaturperiode im Kongress verbleiben.
Nach dem Ende seiner Zeit im Repräsentantenhaus arbeitete Davis wieder in der Juwelenherstellung. Er blieb aber weiterhin politisch aktiv. In den Jahren 1858, 1870, 1872 und 1878 kandidierte er jeweils erfolglos für eine Rückkehr in den Kongress. Zwischen 1877 und 1878 war er nochmals im Staatssenat und zwischen 1887 und 1890 war er Abgeordneter im Repräsentantenhaus von Rhode Island. Außerdem saß er noch im Schulausschuss der Stadt Providence. Davis war seit 1849 mit der Frauenrechtlerin und Abolitionistin Paulina Kellogg Wright Davis verheiratet. Das Paar hatte zwei Adoptivtöchter.